# Vriesea poenulata
Vriesea poenulata är en gräsväxtart som först beskrevs av John Gilbert Baker, och fick sitt nu gällande namn av Charles Jacques Édouard Morren och Carl Christian Mez. Vriesea poenulata ingår i släktet Vriesea och familjen Bromeliaceae. Inga underarter finns listade i Catalogue of Life.